# Електрон Т19
Електрóн Т19 (англ. Electron T19) — 12-ти метровий низькопідлоговий тролейбус загальною пасажиромісткістю 106 чоловік (з них 34-37 місць для сидіння) виготовлений спільним українсько-німецьким підприємством «Електронтранс».

## Опис

### Кузов
Кузов тролейбуса цільнозварний вагонного типу низькопідлоговий. Виробляється зі звичайної сталі із захисним покриттям або з нержавіючої сталі.
Зовнішнє облицювання виконується з композиту Dibond алюмопластику, передня та задня маска зі склопластику, що дозволяє надійно захистити тролейбус від корозії. Внутрішнє облицювання виконується з пластику.
У салоні розташовується 34 місця для сидіння. У тролейбусах випущених у 2019 році для Львова (б.н. 124—173) кількість сидячих місць збільшено до 37, тобто у кожному ряді по 2 сидіння, і 5 в кінці салону. Залежно від компелктації на низькій підлозі може бути розташовано від 13 до 16 місць для сидіння.

### Електрообладнання
У якості тягового застосовано асинхронний двигун. Керування ним здійснюється частотним перетворювачем з векторним способом. Електродинамічне гальмування з рекуперацію електроенергії в контактну мережу. Максимальна швидкість тролейбуса обмежується електронікою на рівні 65 км/год.
За безпекою руху слідкують електронні системи контролю та керування, система ABS, а також зовнішні і внутрішні камери відеоспостереження.
На тролейбусі застосовано бортовий комп'ютер, який через CAN-шину) постійно перевіряє стан тролейбусу.

### Опалення, вентиляція та кондиціонування
Салон опалюється повітряними калориферами. Дзеркала зовнішнього огляду мають електропідігрів.
Вентиляція природня через кватирки у вікнах та люки у стелі, за їх наявності.
В залежності від комплектації салон та кабіна водія обладнуються кондиціонерами.

### Пристосування для осіб з інвалідністю
Кузов тролейбуса зроблений низькопідлоговим, тобто не має сходів у дверях, а для додаткової зручності посадки і висадки пасажирів застосовано кнілінг, завдяки якому тролейбус на зупинці опускається зі сторони дверей, зменшуючи дорожній просвіт.
У середніх дверях розташовано відкидний пандус для заїзду інвалідного візка на спеціально пристосоване місце з пасками безпеки для фіксації під час руху.
Салон тролейбуса а також середні двері зовні обладнані сигнальними кнопками.

## Історія
Тролейбус Електрон Т19 розроблено у 2013 році конструкторами заводу «Електронтранс», які були запрошені з заводу ЛАЗ, який на той момент вже фактично не працював. Тому новий тролейбус отримав у кузов та інші елементи аналогічні тролейбусу ЛАЗ Е183.
Перший тролейбус Електрон Т19101 виготовлений для міста Львова і переданий ЛКП «Львівелектротранс» у кінці вересня 2014 року.
Після закінчення повного циклу випробувань з 25 жовтня 2014 року у Львові тролейбус Електрон Т19 розпочав регулярне перевезення пасажирів,
22 грудня 2014 року відбулася поставка тролейбуса Електрон Т19 в Хмельницький. Всього місто придбало два таких тролейбуси за 4 452 000 грн.
Протягом 2015—2016 років Львів продовжує купувати тролейбуси саме даної моделі. Під час поставки були виявлені технічні недоліки, що набули публічного розголосу: виробник поставив тролейбус з несправним тяговим двигуном.
На початку 2019 року ЛКП «Львівелектротранс» планує придбати нових 50 тролейбусів в кредит за кошти ЄБРР. За результатом тендера ЄБРР який відбувся, переможцем став ТзОВ "Спільне українсько-німецьке підприємство «Електронтранс» і ПАТ «Концерн-Електрон». Перших 10 тролейбусів місто має отримати через півроку.
4 листопада 2019 року «Електронтранс» презентував першу партію з 10-ти машин. 
29 листопада 2019 року, коли ЛКП «Львівелектротранс» отримав перші 10 машин, з'ясувалось, що тролейбуси мають 22 технічні недоліки та зауваження зі сторони замовника. Терміни підписання актів прийому-передачі тролейбусів дещо зміщуються від попередньо затвердженого графіку. Відповідно, нові тролейбуси вийшли на маршрути 15 грудня. Всі наступні партії машин які поставлялись виробником, також зазнали невдач з виявленими зауваженнями та недоліками.

21 вересня 2020 року, ЛКП «Львівелектротранс» отримало всі 50 тролейбусів (б.н. 124—173) «Електрон». Проте з суттєвими запізненнями графіків поставок. Ціна однієї машини 213 тисяч євро.

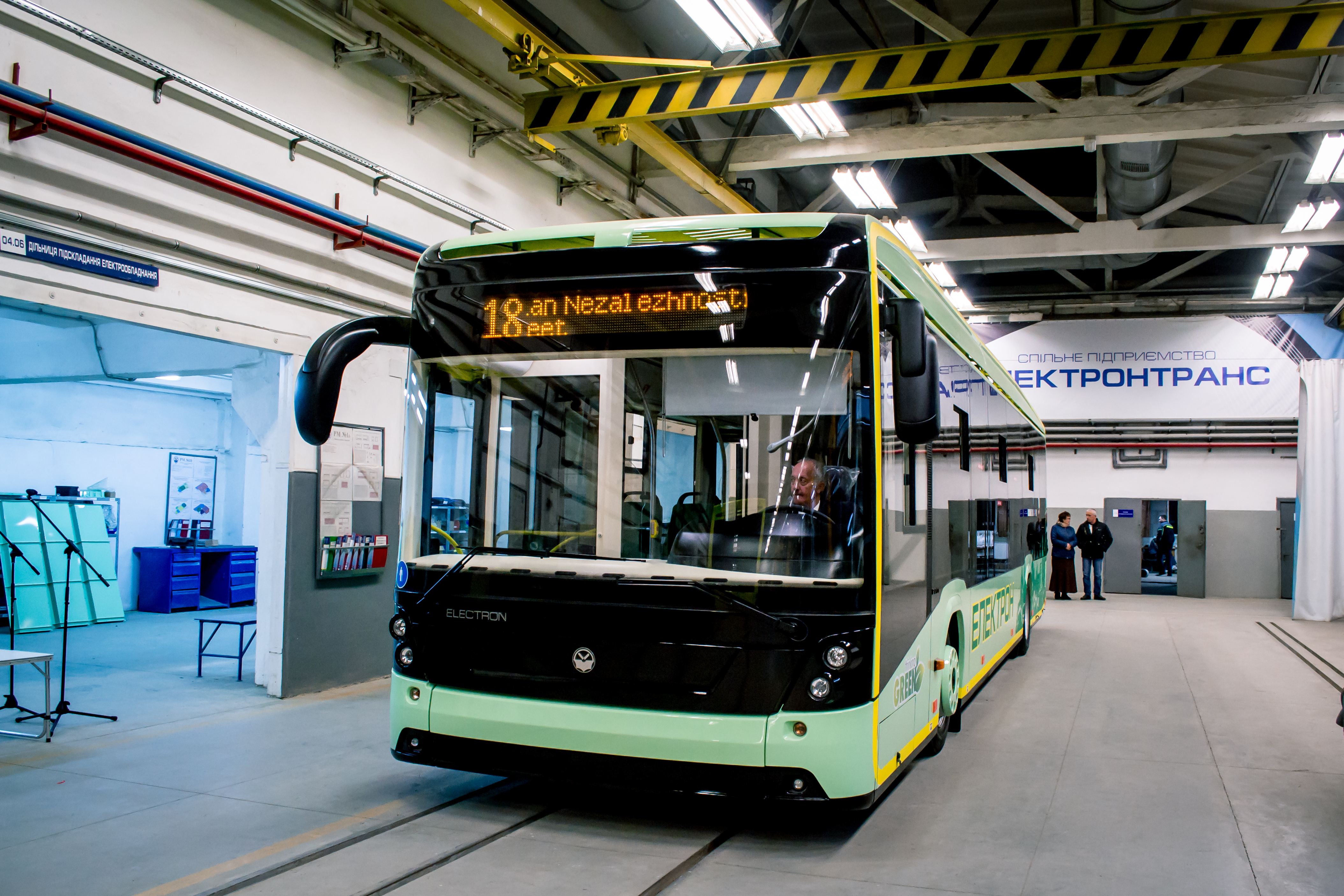
Електробус Е19101

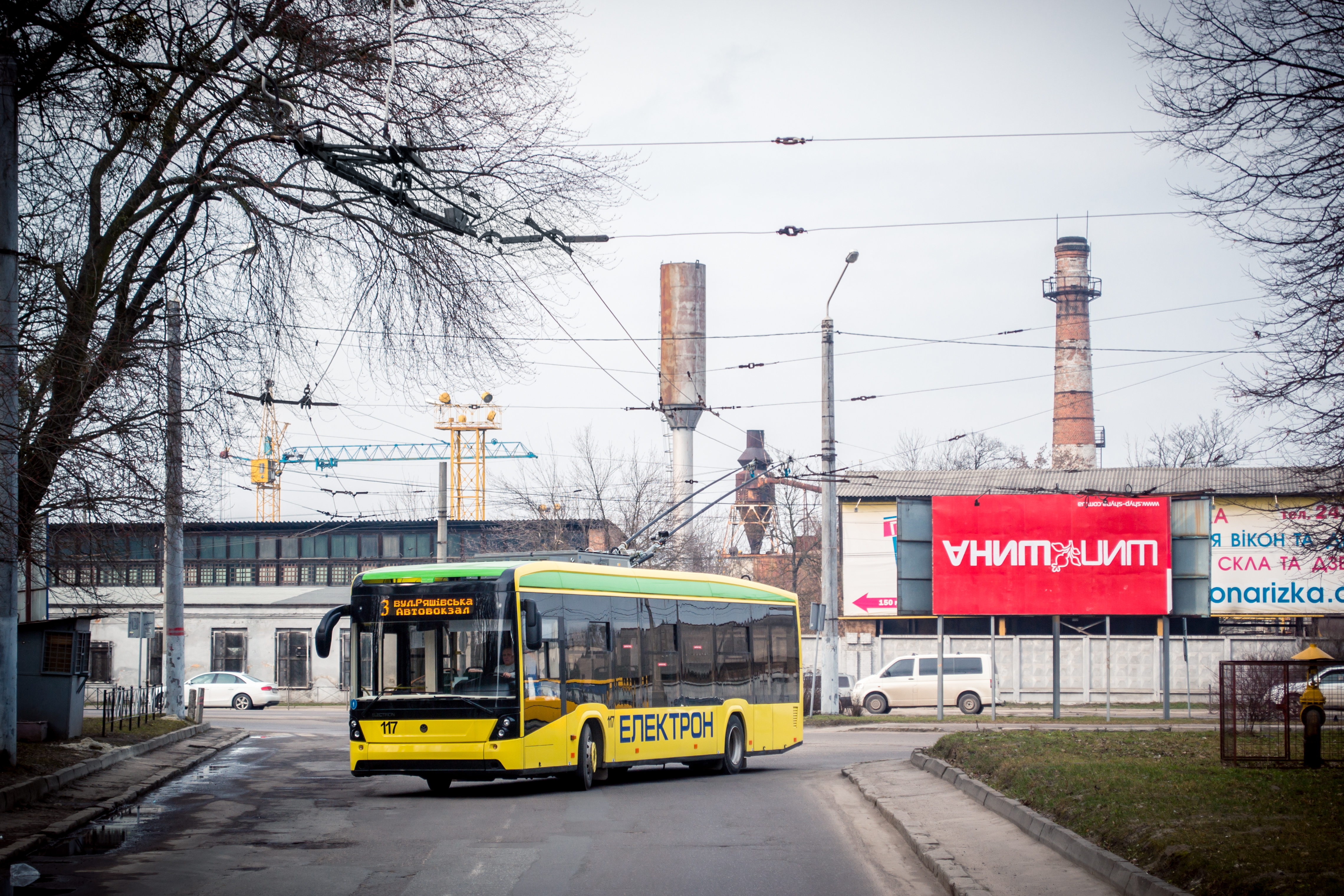
Електрон Т19102

## Модифікації
- Електрон Т19101 — 12-метровий тролейбус з асинхронним двигуном ДТА-2У1 виробництва «ПЕМЗ» (Псков, Росія) та тяговим перетворювачем ПТАД-202М-180-129 фірми «Чергос» (Росія). Випускався з 2014 по 2016 рік.
- Електрон Т19102 — 12-метровий тролейбус з асинхронним двигуном АД-903У1 виробництва Електроважмаш (Харків) та тяговим перетворювачем ENI-ZNT200/EL/LW фірми ENIKA (Польща), випускається з 2015 року.

## Експлуатація
Враховуючи досвід тривалої експлуатації даної моделі тролейбусів, не змогли себе зарекомендувати як надійні безвідмовні машини. Трапляються одиниці які довгий час простоюють у депо в очікуванні запасних частин, без варіантів їх відновлення та подальшої експлуатації.

## Галерея

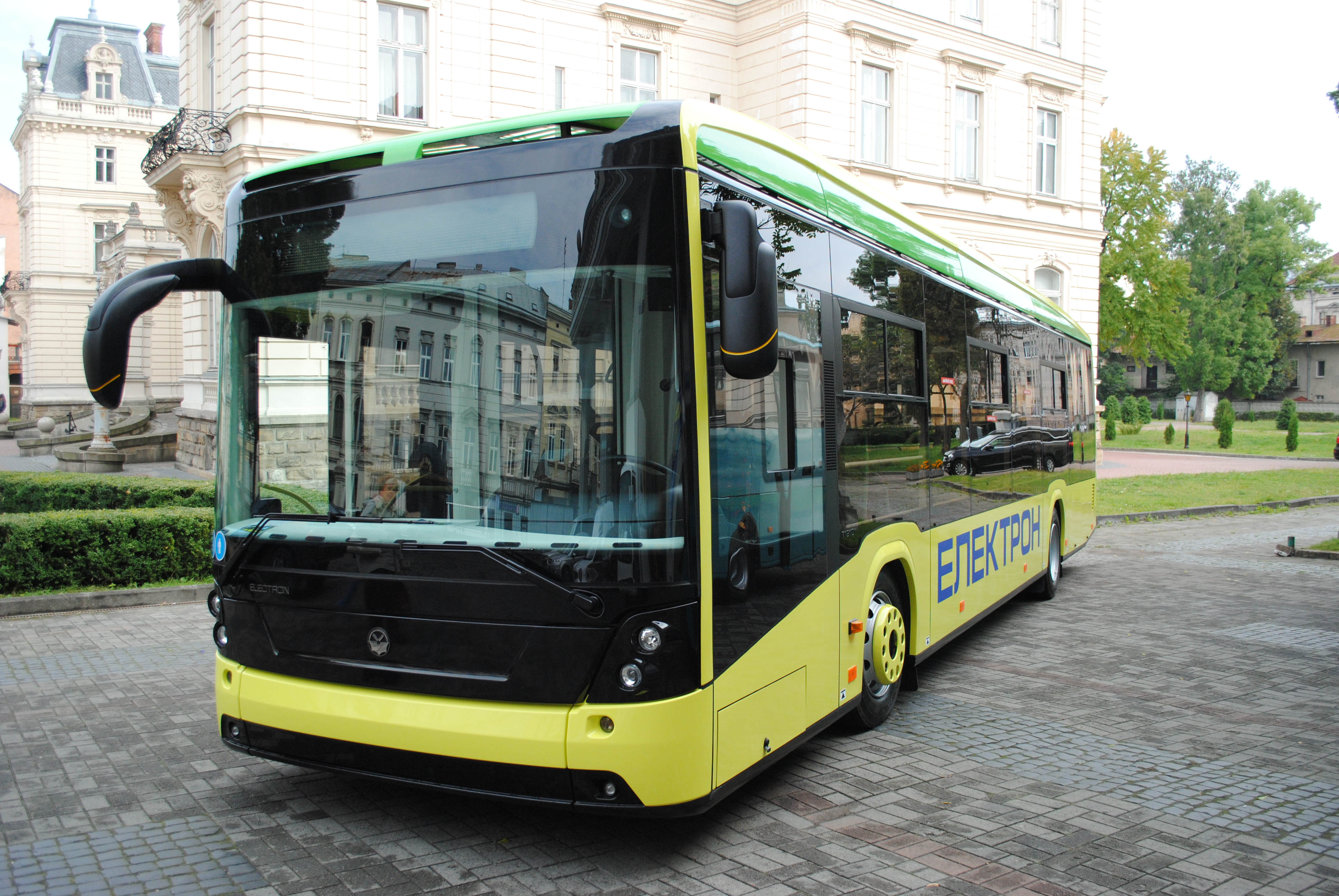
Електрон Т19101
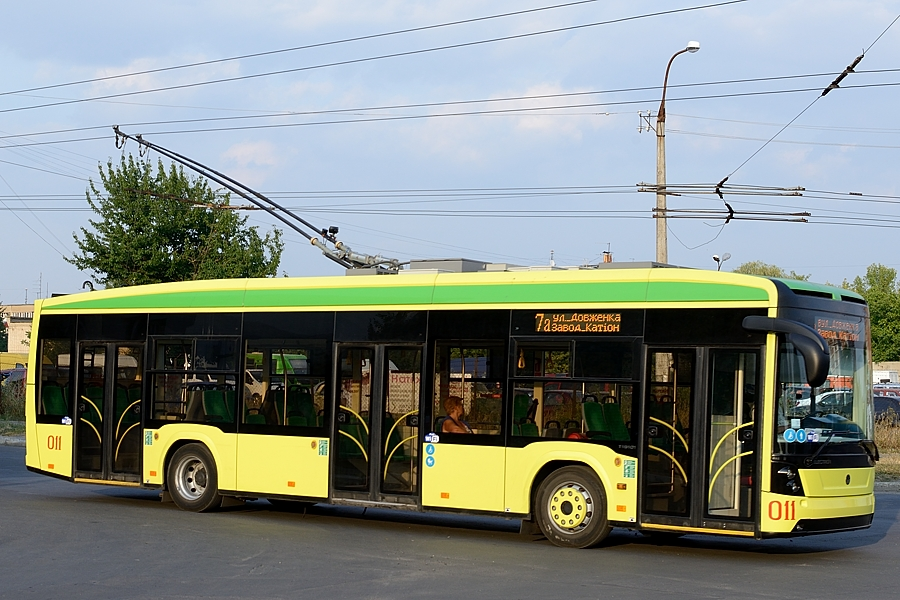
Електрон Т19101 у Хмельницькому
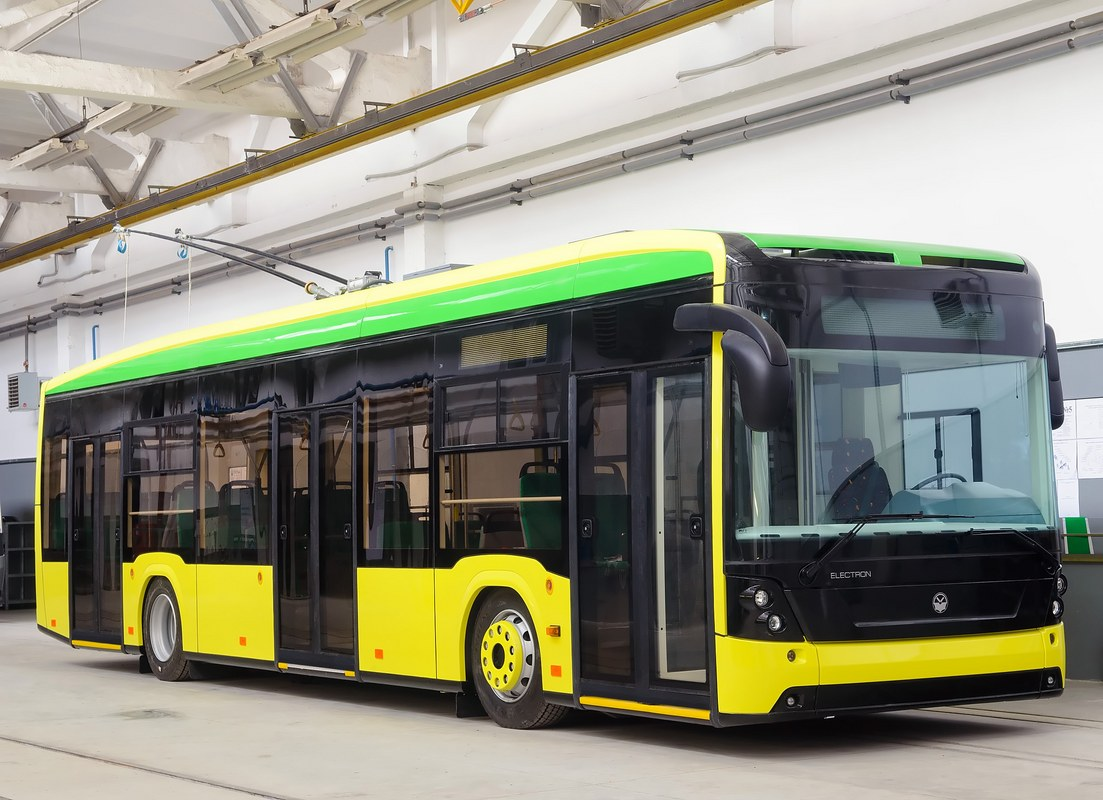
Електрон Т19101 у Львові
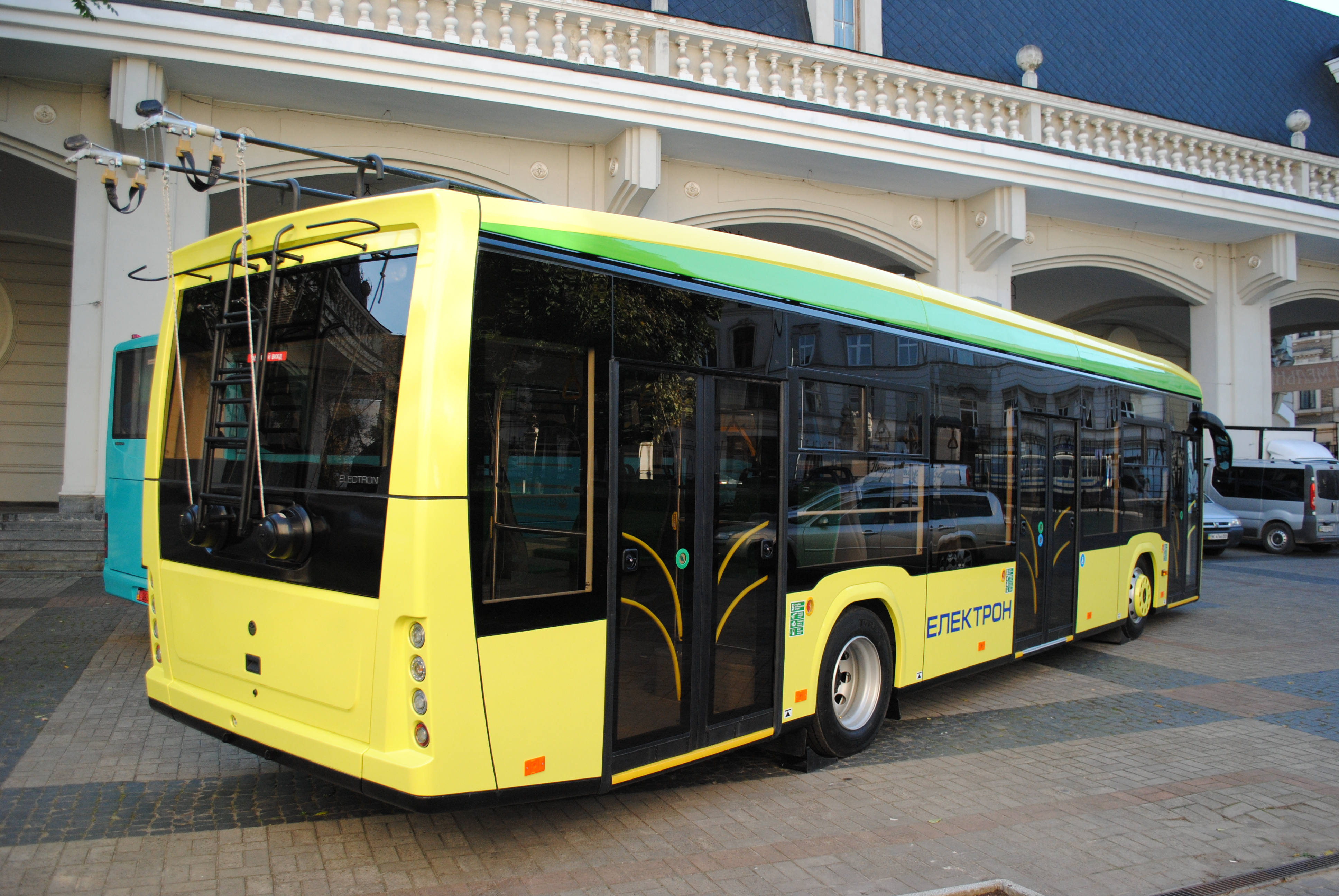
Електрон Т19101
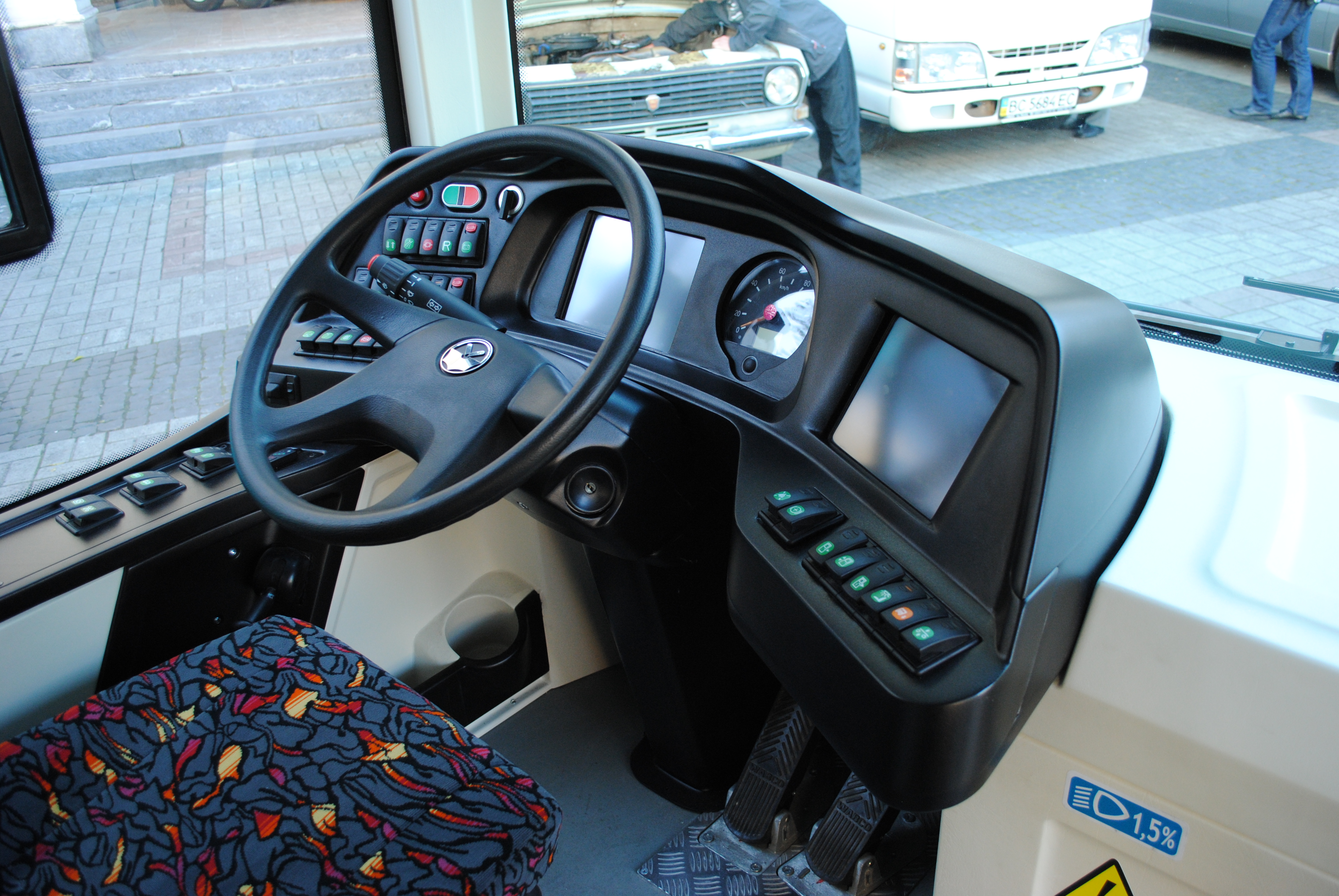
Електрон Т19101
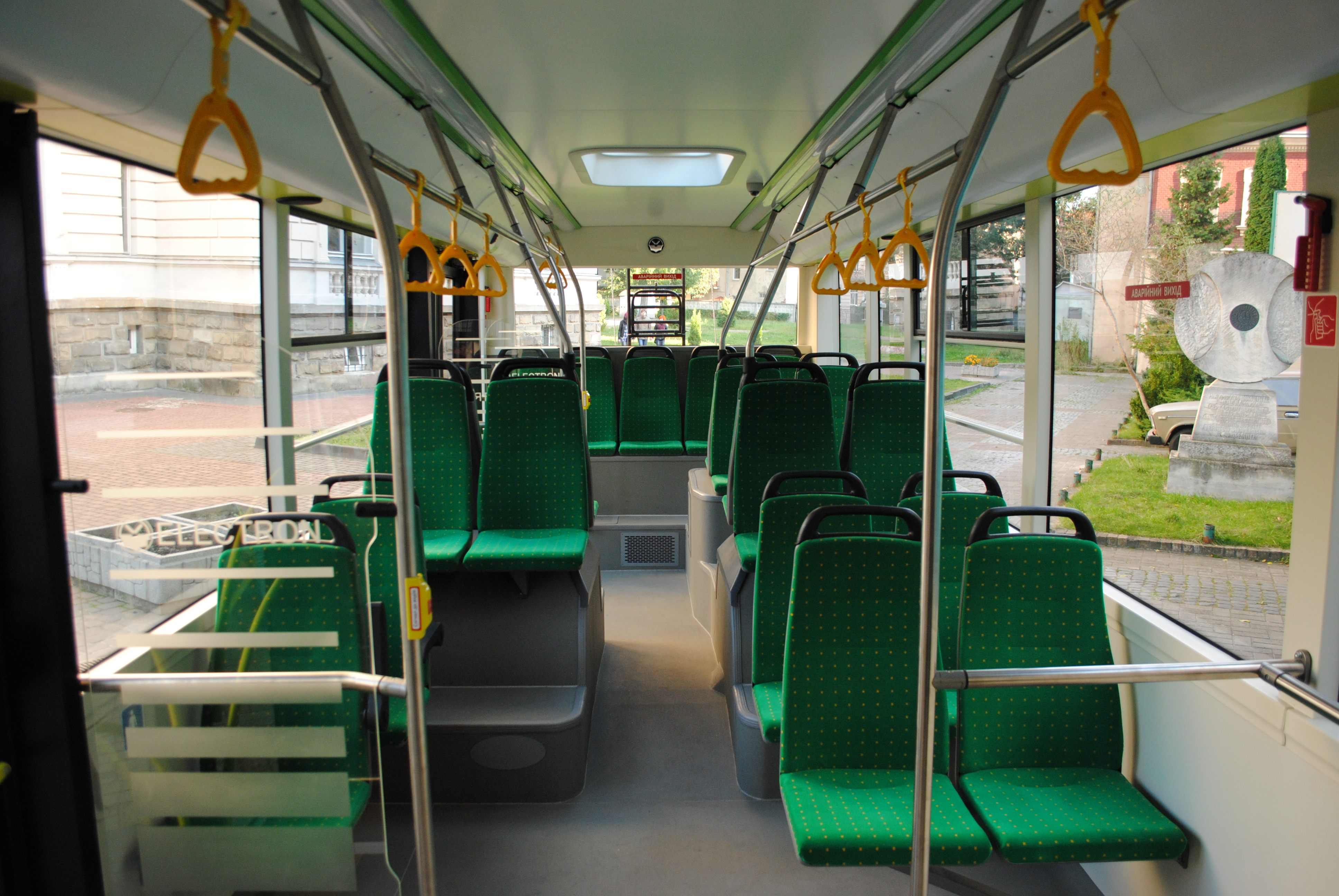
Електрон Т19101